# Émile Bôval
Émile Jules Louis Joseph Bôval, né le 2 avril 1864 à Frasnes-lez-Buissenal et décédé le 16 mars 1917 à Sainte-Adresse fut un homme politique wallon catholique.
Émile Bôval fut docteur en droit et notaire.
Conseiller communal (1890), ensuite bourgmestre (1896) de Frasnes-lez-Buissenal, il fut élu député de l'arrondissement de Tournai-Ath  (1908-17), remplacé par Justin Houtart après sa mort.